# Communauté de communes Bresse et Saône
Ne doit pas être confondu avec Communauté de communes Saône et Bresse.
La communauté de communes Bresse et Saône (anciennement communauté de communes du Pays de Bâgé et de Pont-de-Vaux) est une communauté de communes située dans l'Ain et regroupant 20 communes.

## Historique
- 1er janvier 2017 : Création issue de la fusion des communautés de communes du Pays de Bâgé et du canton de Pont-de-Vaux[1].
- Décembre 2017 : le nom de la structure devient Communautés de communes Bresse et Saône[2].
- Le 1er janvier 2018, Bâgé-la-Ville et Dommartin forment la commune nouvelle de Bâgé-Dommartin, réduisant le nombre de communes à 20.

## Territoire communautaire

### Composition
La communauté de communes est composée des 20 communes suivantes :

| Nom                         | Code Insee | Gentilé      | Superficie (km2) | Population (dernière pop. légale) | Densité (hab./km2) |
| --------------------------- | ---------- | ------------ | ---------------- | --------------------------------- | ------------------ |
| Bâgé-le-Châtel (siège)      | 01026      | Bagésiens    | 0,88             | 987 (2022)                        | 1 122              |
| Arbigny                     | 01016      | Arbignerons  | 17,47            | 459 (2022)                        | 26                 |
| Asnières-sur-Saône          | 01023      | Asniérois    | 4,68             | 77 (2022)                         | 16                 |
| Bâgé-Dommartin              | 01025      | Bagésiens    | 56,87            | 4 057 (2022)                      | 71                 |
| Boissey                     | 01050      | Boisséens    | 9,05             | 390 (2022)                        | 43                 |
| Boz                         | 01057      | Burhins      | 7,31             | 509 (2022)                        | 70                 |
| Chavannes-sur-Reyssouze     | 01094      | Chavannois   | 16,55            | 746 (2022)                        | 45                 |
| Chevroux                    | 01102      | Chevroutis   | 17,2             | 981 (2022)                        | 57                 |
| Feillens                    | 01159      | Feillendits  | 14,91            | 3 388 (2022)                      | 227                |
| Gorrevod                    | 01175      | Gorrevoutis  | 6,88             | 782 (2022)                        | 114                |
| Manziat                     | 01231      | Manziatis    | 12,63            | 1 985 (2022)                      | 157                |
| Ozan                        | 01284      |              | 6,6              | 721 (2022)                        | 109                |
| Pont-de-Vaux                | 01305      | Pontevallois | 7,54             | 2 184 (2022)                      | 290                |
| Replonges                   | 01320      | Replongeards | 16,6             | 3 929 (2022)                      | 237                |
| Reyssouze                   | 01323      | Reyssoulis   | 9,54             | 1 003 (2022)                      | 105                |
| Saint-André-de-Bâgé         | 01332      | Bagésiens    | 2,7              | 819 (2022)                        | 303                |
| Saint-Bénigne               | 01337      |              | 16,49            | 1 351 (2022)                      | 82                 |
| Saint-Étienne-sur-Reyssouze | 01352      | Stéphanois   | 13,82            | 576 (2022)                        | 42                 |
| Sermoyer                    | 01402      | Sermoyards   | 16,7             | 659 (2022)                        | 39                 |
| Vésines                     | 01439      |              | 3,88             | 97 (2022)                         | 25                 |

### Démographie
| 1968   | 1975   | 1982   | 1990   | 1999   | 2009   | 2014   | 2020   |
| ------ | ------ | ------ | ------ | ------ | ------ | ------ | ------ |
| 16 082 | 16 185 | 17 106 | 17 939 | 19 366 | 23 194 | 24 929 | 25 513 |

## Administration

### Siège
Le siège de la communauté de communes est situé à Bâgé-le-Châtel.

### Les élus
Le conseil communautaire de la communauté de communes se compose de 36 conseillers, élus pour une durée de six ans.
Ils sont répartis comme suit :
| Nombre de conseillers | Communes                  |
| --------------------- | ------------------------- |
| 5                     | Bâgé-Dommartin, Replonges |
| 4                     | Feillens                  |
| 3                     | Manziat, Pont-de-Vaux     |
| 2                     | Saint-Bénigne             |
| 1 (+1 suppléant)      | les 14 autres communes    |

### Présidence
| Période                                  | Période  | Identité      | Étiquette | Qualité                     |
| ---------------------------------------- | -------- | ------------- | --------- | --------------------------- |
| Les données manquantes sont à compléter. |          |               |           |                             |
| 2017                                     | En cours | Guy Billoudet | LR        | Maire de Feillens (1995 → ) |

### Compétences
- Aménagement de l’espace

- Développement économique

- Aménagement, entretien et gestion des aires d’accueil des gens du voyage

- Collecte et traitement des déchets des ménages et déchets assimilés

- Gestion des milieux aquatiques et de la prévention des inondations (GEMAPI)
- Protection et mise en valeur de l’environnement, le cas échéant dans le cadre de schémas départementaux et soutien aux actions de maîtrise de la demande d’énergie
- Politique du logement et du cadre de vie
- Construction, entretien, fonctionnement d’équipements culturels et sportifs d’intérêt communautaire et d’équipements de l’enseignement pré-élémentaire et élémentaire d’intérêt communautaire
- Action sociale d’intérêt communautaire
- Aide en faveur des bibliothèques du territoire
- Financement de l’apprentissage de la natation à la piscine Archipel

### Régime fiscal et budget
Le régime fiscal de la communauté de communes est la fiscalité professionnelle unique (FPU).

## Pour approfondir